# Barisey-la-Côte
Barisey-la-Côte è un comune francese di 198 abitanti situato nel dipartimento della Meurthe e Mosella nella regione del Grand Est.

## Società

### Evoluzione demografica
Abitanti censiti